# 新垣吉光
新垣吉光（日语：／，1950年8月14日—2002年3月15日）是一名日本拳擊运动员。曾參加1972年夏季奧運會的男子輕量級比賽。